# 奧克瓦利鎮區 (北達科他州博蒂諾縣)
奧克瓦利鎮區（英語：Oak Valley Township）是位於美國北達科他州博蒂諾縣的一個鎮區。

## 地方資料
奧克瓦利鎮區的面積為93.51平方千米，當中陸地面積為93.28平方千米，而水域面積為0.23平方千米。根據2010年美國人口普查的數據，當地共有人口52人，而人口密度為每平方千米0.56人。